# Reinhold Gustav von Nolcken

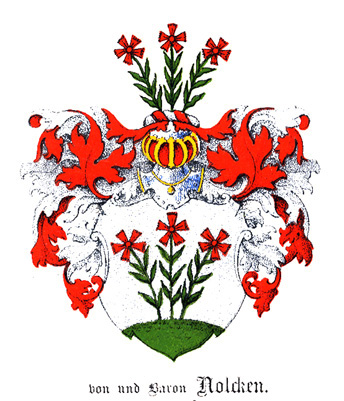
Stammwappen derer von Nolcken

Reinhold Gustav von Nolcken (* ?; † 20. April 1762) war ein deutschbaltischer Adelsmann, Landrat auf der Insel Ösel in Livland und Landmarschall der öselschen Ritterschaft.

## Leben
Reinhold Gustav von Nolcken begann seine militärische Laufbahn als schwedischer Kornett und Leibtrabant. Er nahm 1724 seinen Abschied und widmete sich auf Ösel der Landespolitik. Von 1753 bis 1760 war er Landrat auf Ösel und Landmarschall der öselschen Ritterschaft. Ihm gehörte das Landgut Kangern.

## Familie und Nachkommen
Das deutsch-baltische Adelsgeschlecht derer von Nolcken war seit der Mitte des 15. Jahrhunderts in Livland ansässig. Ein Familienzweig hatte sich auf der Insel Ösel angesiedelt. Sein Vater war Christopher Reinhold von Nolcken (1650–1732), Erbherr von Hasik, schwedischer Oberst a. D., Landrat auf Ösel, Deputierter in Sankt Petersburg, der mit Ingeborg Christina von Stackelberg (1664–1747) verheiratet war.
Reinhold Gustav heiratete in der 1. Ehe Anna Christina von Redkenhof († 1732) und in der 2. Ehe Anna Beata Poll. Aus diesen Ehen gingen folgende Nachkommen hervor:
1. Ehe:
- Christopher Reinhold von Nolcken, russischer Generalmajor und Gouverneur

2. Ehe:
- Christina Beata (Ulrika) von Nolcken; (1735–1788)
- Anna Christina von Nolcken; (1732–1733)
- Karl Matthias von Nolcken; (1740 - ) seit 1786 russisch-kaiserlicher wirklicher Staatsrat, verh. mit Hedwig Wilhelmina Magdalena von Stackelberg (* 1750)
- Christina Beata von Nolcken (* 1744), verh. mit Ludwig Christoph von der Osten-Sacken (* 1737) Landmarschall de öselschen Ritterschaft
- Johann Ludwig (Georg) von Nolcken (1751–1789)
- Charlotta Luisa von Nolcken (1735–1788) verheiratet mit Johann Gustav von Güldenstubbe (1731–1780) Landmarschall und Landrat
- Beata Ingeborg von Nolcken (1733–1735)
- Christina Wilhelmina von Nolcken (1738–1758)
- Johanna Benigna von Nolcken (1748–1789)
- Martha Eleonora von Nolcken  (* 1753)